# Monica De Coninck
Monica De Coninck (ur. 21 marca 1956 w Ostendzie) – belgijska i flamandzka polityk oraz nauczycielka, działaczka Partii Socjalistycznej, od 2011 do 2014 minister.

## Życiorys
Absolwentka nauk o moralności na Uniwersytecie w Gandawie. Pracowała jako nauczycielka etyki oraz etatowa działaczka socjalistycznej organizacji młodzieżowej. W drugiej połowie lat 90. pełniła różne funkcje w administracji regionalnej. Była też radną prowincji Antwerpia (1994–2001). Później do 2006 kierowała lokalną instytucją pomocy społecznej (OCMW). W 2007 została członkinią zarządu miasta w Antwerpii (schepen).
6 grudnia 2011 objęła urząd ministra zatrudnienia w gabinecie, na czele którego stanął Elio Di Rupo. W 2014 wybrana do Izby Reprezentantów.